# 尹彥頤
尹彥頤（韓語：윤언이；?—1148年），高麗人，年少時即凜然如成人，手不釋卷，博學多聞。曾輔佐金富軾征討妙清。而後，金興起，自願出使以向金稱臣，然而此舉也招來高麗眾臣非議。在平定1135年的一場叛亂後，便遭貶梁州，隨後成為廣州牧使。
晩年酷好佛法，自號金剛居士。